# NGC 436
NGC 436 è un ammasso aperto situato nella costellazione di Cassiopea.
Fu scoperto nel il 3 novembre 1787 da William Herschel.